# Sonet (odrůda jablek)
Sonet (Malus domestica 'Sonet') je ovocný strom, kultivar druhu jabloň domácí z čeledi růžovitých. Plody jsou řazeny mezi odrůdy zimních jablek, sklízí se v říjnu, dozrává v listopadu, skladovatelné jsou do ledna. Odrůda je považována za rezistentní vůči některým chorobám,  odrůdu lze pěstovat bez chemické ochrany. Odrůdu lze pěstovat téměř bez řezu, jde o odrůdu se sloupovitým habitem koruny. Plodnost je střídavá.

## Historie

### Původ
Byla vyšlechtěna v ČR. Odrůda vznikla zkřížením odrůd 'Topaz' a 'Tuscan-Bolero'.

## Vlastnosti

### Růst
Růst odrůdy je slabý až střední. Koruna má sloupovitý habitus. Na řez nenáročná odrůda. Plodonosný obrost je na velmi krátkých plodonosných větvičkách.

## Plodnost
Plodí záhy, průměrně a střídavě.

## Plod

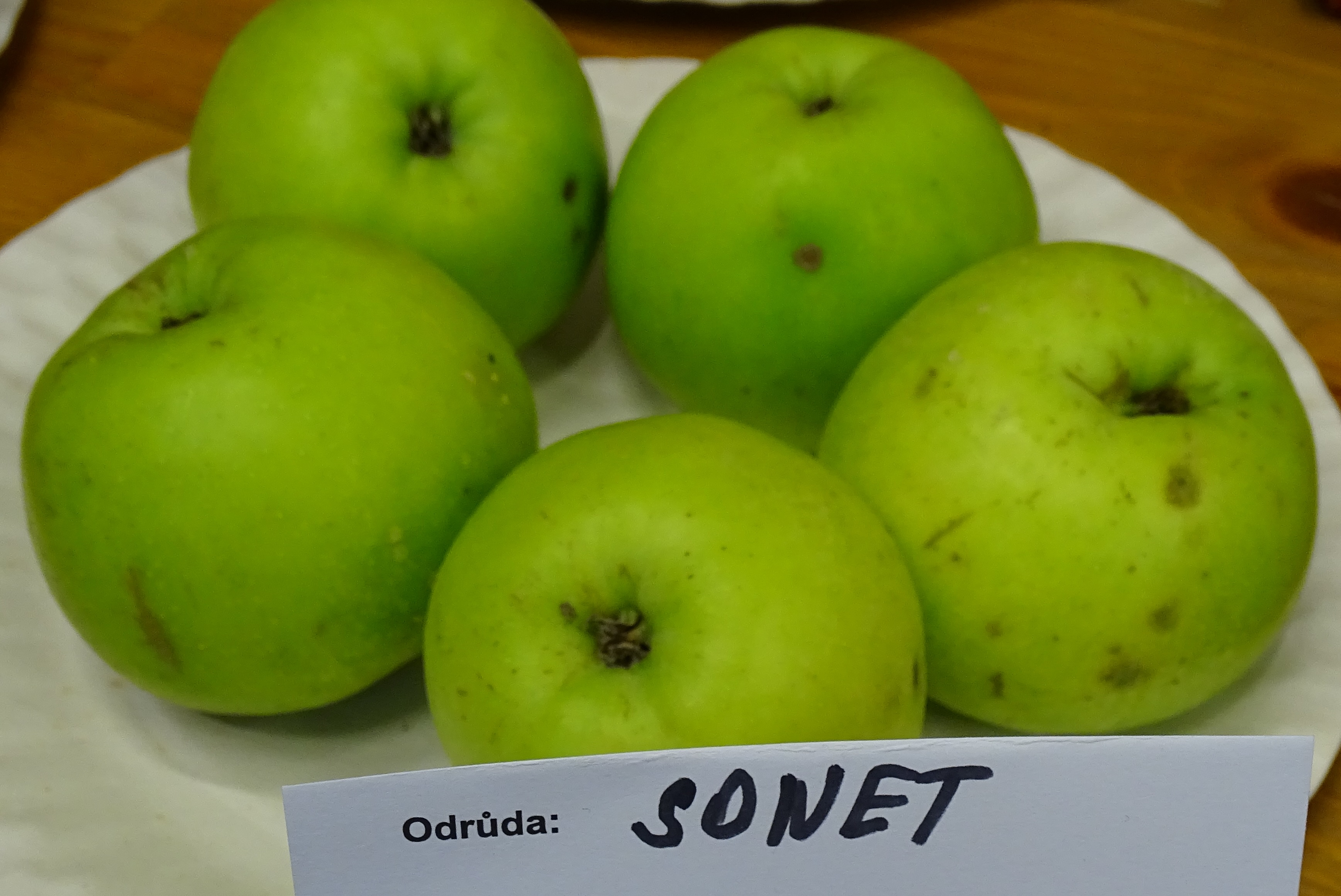
Malus domestica 'Sonet'

Plod je kulovitý, střední až velký. Slupka hladká, má žlutozelené zbarvení. Dužnina je bílá se sladce navinulou chutí.

## Choroby a škůdci
Odrůda je rezistentní proti strupovitosti jabloní a vysoce odolná k padlí. Lze ji pěstovat bez chemické ochrany.

## Použití
Vyžaduje zálivku a probírku plodů. Je uváděno že: „vzhledem k vysoké specifické plodnosti vyžaduje dobrou výživu.“ tedy pravidelné přihnojování během vegetace. Je někým doporučována pokusně jako tržní odrůda, tedy pro velkovýrobu.